# Република Молосалија
Молосајија ( /moʊˈlɒsiə/ ), званично Република Молосалија,  је микронација која тврди да има суверенитет над 13 acres (5,3 ha; 53.000 m2)  земљишта у близини Дејтона, Невада . Микронација није добила признање ни од једне од 193 државa чланица Уједињених нација .    Основао ју је Кевин Баугх.  Он наставља да плаћа порез на имовину на земљиште Стори округу, признатој локалној управи, иако то назива „ страном помоћи “.  Он је изјавио: „Сви желимо да размишљамо како имамо своју земљу, али знате да су Сједињене Државе много веће“. 